# Basilica di San Clemente in Santa Maria dei Servi
La basilica di Santa Maria dei Servi, il cui nome completo è San Clemente in Santa Maria dei Servi, è una basilica di Siena che si trova sul colle che domina Valdimontone, in piazza Manzoni.

## Storia
I Serviti arrivarono a Siena poco tempo dopo la fondazione del loro primo convento di Monte Senario, avvenuta nel 1234. Fu Alessio Falconieri, il più anziano dei sette fondatori, che si occupò per primo del nuovo insediamento servita, che inizialmente si era stabilito fuori Porta Romana. Successivamente, grazie anche all'invito del comune a costruire la loro chiesa entro le mura cittadine, il convento si spostò sul sito attuale dove allora sorgeva la chiesa parrocchiale di San Clemente, rilevando l'area nel 1263. La costruzione del convento poté quindi iniziare pochi anni dopo il 1250, grazie anche ad una donazione di terreni da parte della famiglia Tolomei e a una donazione di laterizi da parte del comune e già nel 1298 era uno dei più grandi conventi serviti. Il fatto che il nuovo convento inglobò la chiesa preesistente di San Clemente spiega l'origine della doppia dedicazione.
I lavori di costruzione procedettero a rilento e durarono per quasi tre secoli. Entro la metà del XV secolo fu completato il transetto e le cappelle terminali in stile gotico. Tra 1471 e 1528 venne costruito il corpo longitudinale della chiesa con le sue tre navate in stile rinascimentale, realizzato da Ventura Turapilli che lavorò su un disegno di Baldassarre Peruzzi. In tale periodo sono documentati pagamenti anche a Lorenzo di Mariano, detto il Marrina, a Ciolo Cioli da Settignano e più tardi, nel 1547, a Bartolomeo Neroni. Il 18 maggio 1533 avvenne la consacrazione della chiesa a lavori non ancora terminati. I lavori strutturali interni terminarono infatti solo nel 1537, con l'acquisto di quattro colonne per la divisione delle tre navate, mentre la facciata quattrocentesca non fu mai terminata.

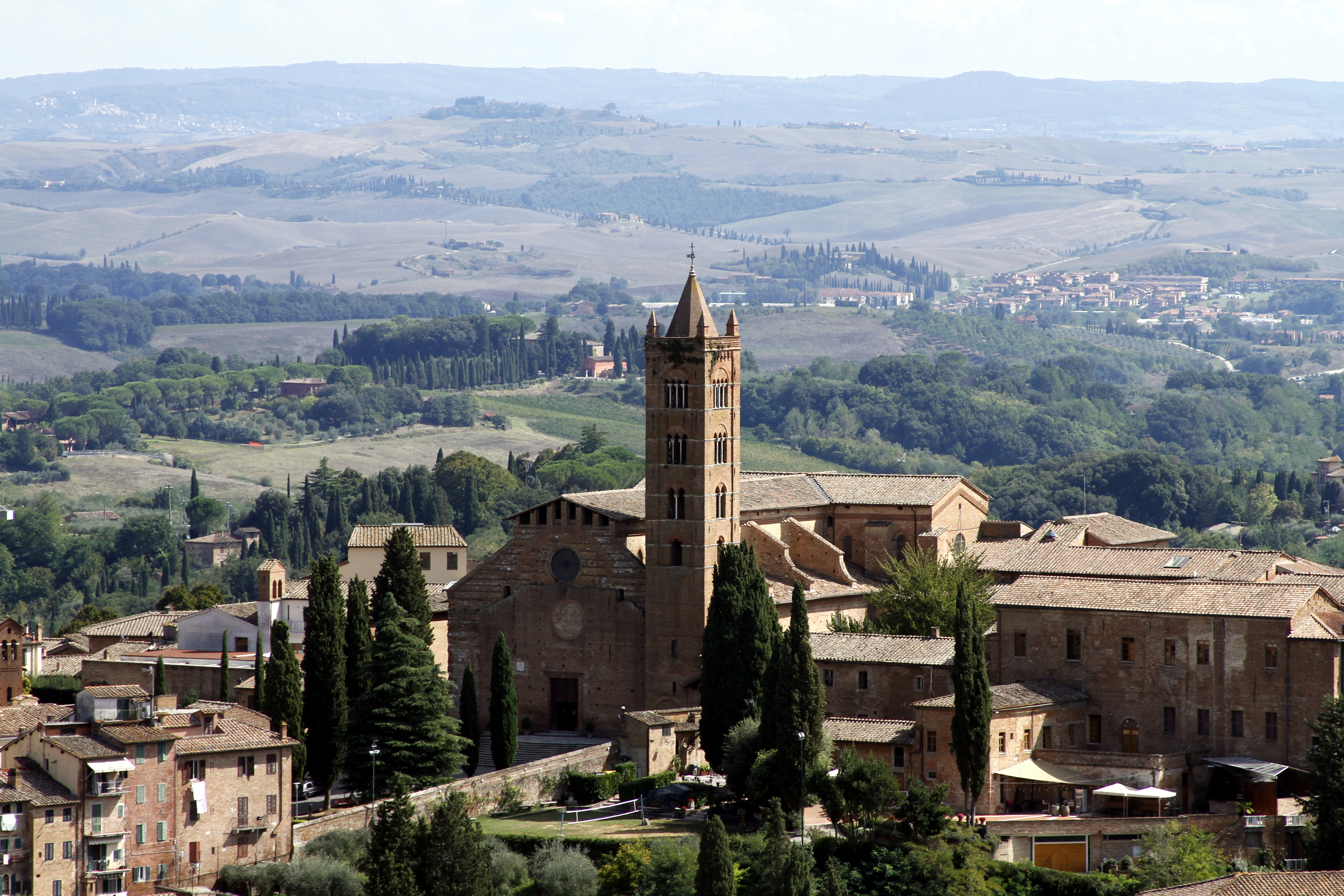
la Basilica dei Servi

In età barocca vennero aggiunti gli altari laterali. Nel 1750 venne aggiunta la gradinata di accesso alla basilica. Il transetto e altre parti vennero stilisticamente rivoluzionati tra la fine dell'Ottocento e gli inizi del Novecento su progetto prima di Giuseppe Partini poi di Agenore Socini, in stile neogotico.
Il campanile fu invece costruito nei secoli XIV-XV in stile romanico. Fu restaurato in tempi successivi e radicalmente nel 1926, quando furono aggiunte anche le cuspidi centrale e angolari in cima al campanile, contribuendo a farlo somigliare a quello de Duomo di Siena.

## Descrizione

### Il corpo longitudinale

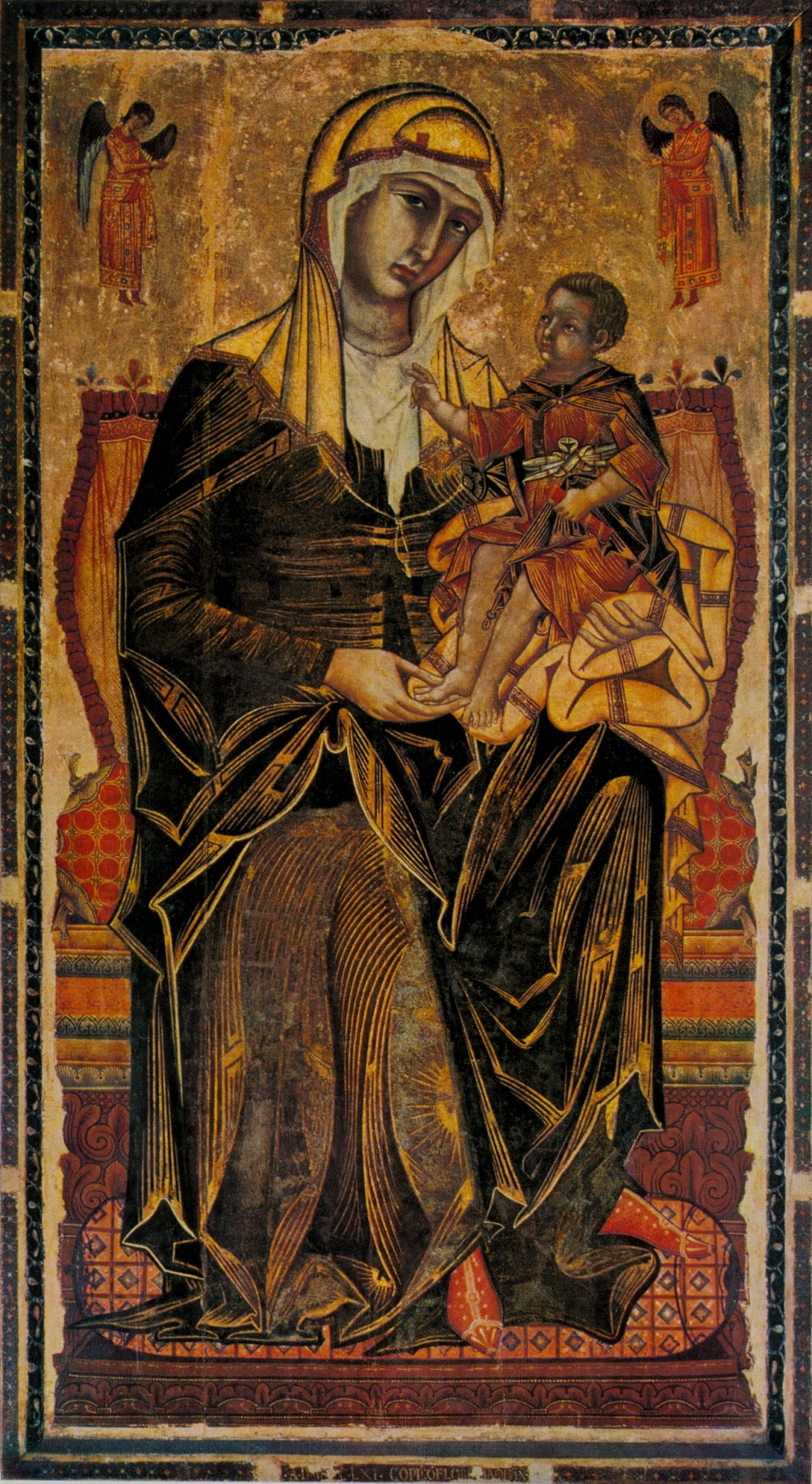
Coppo di Marcovaldo, Madonna del Bordone, 1261

La pianta della chiesa è a croce egizia, con un corpo longitudinale a tre navate e cinque campate, un transetto sporgente dotato di cappelle terminali e cinque cappelle ricavate dalla parete di fondo della chiesa. Di queste cinque, la cappella centrale maggiore è più alta, larga e profonda.
Lo stile rinascimentale fiorentino domina nel corpo longitudinale, costruito da Ventura Turapilli nel 1471-1528 su disegno di Baldassarre Peruzzi o del Porrina. Questo è impostato sul contrasto tra l'intonaco bianco e la pietra serena grigia, su archi a tutto sesto con cassettoni dipinti entro l'arco, capitelli in stile corinzio con imposta d'arco rialzata e travi in ferro a stabilizzare gli archi. Tuttavia, a differenza delle chiese rinascimentali fiorentine la volta della navata centrale è dotata di archi trasversali entro cui su collocano volte a crociera. A crociera sono anche le volte delle navate laterali, dove dominano archi a sesto acuto.
Entro le pareti delle navate laterali sono scavate nicchie con volte a botte e cassettoni dipinti entro cui sono collocati altari barocchi. Fa eccezione la prima cappella a destra, che è ricavata entro il campanile e quindi più profonda e strutturalmente diversa dalle altre. Tra le molte opere conservate entro questi altari si segnalano:
- Prima cappella a destra: avanzi di affreschi tercenteschi, tra cui una Madonna che libera le anime del Purgatorio
- Seconda cappella a destra: Madonna del Bordone, unica opera firmata di Coppo di Marcovaldo del 1261. Fu dipinta dall'artista fiorentino catturato dai senesi in seguito alla battaglia di Montaperti (1260) per permettere la propria liberazione. Il volto della Madonna fu rifatto da un'artista seguace di Duccio di Buoninsegna.
- Terza cappella a destra: Natività di Maria di Rutilio Manetti (1625)
- Quarta cappella a destra: Madonna coi sette santi fondatori di Alessandro Franchi (1888)
- Quinta cappella a destra Strage degli Innocenti e Madonna col Bambino, santi e committenti di Matteo di Giovanni (1491)
- Prima cappella a sinistra: all'altare è la tela con l'Annunciazione e Dio Padre con Angeli, dipinta da Francesco Vanni nel 1588 - 89 circa. Il dipinto presenta uno spiccato baroccismo, sia per il cangiante e vivace colorismo, sia per le numerose citazioni da opere del maestro urbinate.[1]
- Seconda cappella a sinistra: Madonna di Belverde di Taddeo di Bartolo (firmata in fondo alla tavola, a destra «(Tad)eus»), databile al 1405 circa e restaurata nel 2017. Il dipinto frammentario parte di un polittico, di alta qualità pittorica e di grande ricchezza decorativa, era stata attribuita dal primo Seicento al suo maestro Jacopo di Mino del Pellicciaio, in virtù di un documento che attestava la commissione da parte della famiglia Petroni al più antico pittore senese, che però probabilmente non dovette mai eseguirla, dato che la cappella dove doveva essere collocata non fu eretta prima del 1390.[2]
- Quarta cappella a sinistra: Madonna e santi di Francesco Curradi e alla parete Adorazione dei pastori di Alessandro Casolani
- Quinta cappella a sinistra: altare di patronato Pieri che ospita l'Adorazione dei Magi di Dionisio Montorselli.

Alla prima colonna destra un'elegante acquasantiera con parti della fine del Duecento.

### Il transetto e le cappelle di fondo

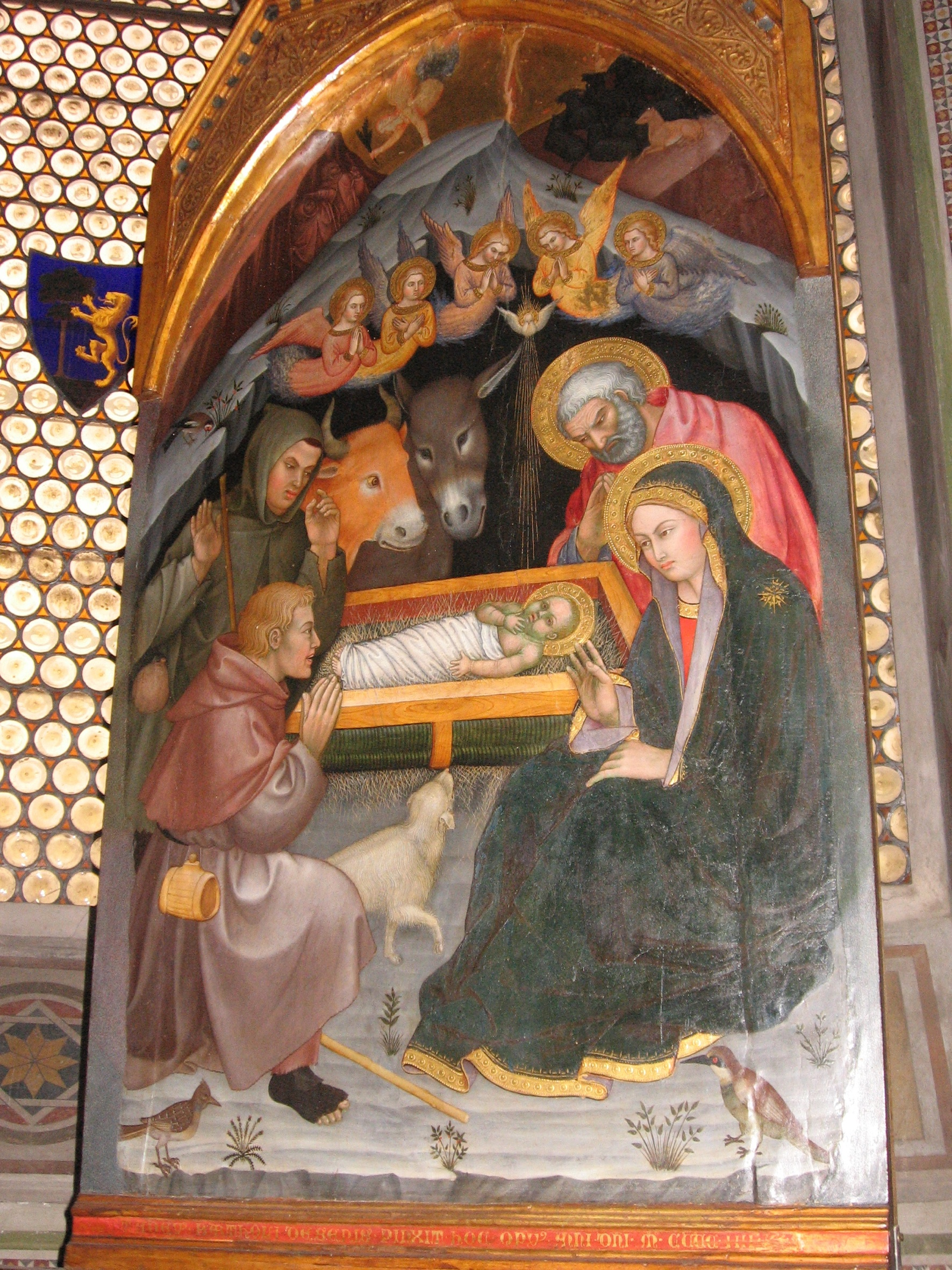
Taddeo di Bartolo, Adorazione dei Pastori, 1404

Lo stile rinascimentale che caratterizza le tre navate del corpo longitudinale si ritrova anche nei bracci del transetto. Le cappelle del presbiterio invece sono in stile gotico, risalenti ai primi due secoli della costruzione dell'edificio (XIII e XIV), anche se molte decorazioni sono neogotiche, dei secoli XIX e XX. Le cappelle sono in tutto sette, cinque sulla parete di fondo della chiesa (di cui una centrale maggiore più voluminosa) e due a livello delle terminazioni del transetto. Sono molte le opere d'arte in esse contenute, soprattutto del Trecento. Tra queste si segnala:
- Cappella alla testa del transetto di destra: grande Croce dipinta attribuita a Ugolino di Nerio o Niccolò di Segna (1331-1345); al di sotto troviamo il corpo incorrotto del beato Francesco Patrizi (1266-1328), dell'Ordine dei Servi di Maria. Alla parete un Angelo annunciante di Francesco Vanni.
- Sopra la porta della sagrestia: Madonna col Bambino di Segna di Bonaventura (primo quarto del XIV secolo).
- Prima cappella di destra: tela raffigurante la Madonna col Bambino di Lippo Memmi (circa 1325); la tela è in realtà una copia dell'originale conservato alla Pinacoteca Nazionale di Siena. Nella stessa cappella è visibile un affresco raffigurante la Strage degli innocenti, attribuito a Pietro Lorenzetti con la collaborazione dei fratelli Francesco e Niccolò di Segna (1335-1348). La figura di Sant'Agnese è invece del solo Pietro Lorenzetti o della sua scuola.
- Seconda cappella di destra: Trittico dell'Immacolata concezione e santi di Alessandro Franchi; sull'arcone una Pietà in terracotta a bassorilievo, dell'ambito di Guidoccio Cozzarelli.
- Cappella centrale: Incoronazione della Vergine e santi di Bernardino Fungai (1498-1501)
- Seconda cappella di sinistra: oltre ad una Addolorata ottocentesca, nella cappella è conservato dal 2017 il notevole Cristo deposto in terracotta dipinta di Francesco di Giorgio Martini, scoperto nel 2009 nella teca sotto la mensa dell'altare della quinta cappella sinistra, e restaurato nel 2015. La scultura, databile tra 1490 e 1493 circa, si caratterizza per l'alta qualità del modellato, esemplare nella resa del panneggio, il vibrante e intenso naturalismo, la soffusa dolcezza.[3]
- Prima cappella di sinistra: tavola con Adorazione dei pastori di Taddeo di Bartolo (1404); sulle pareti affreschi con Banchetto di Erode, San Gioacchino e San Gregorio (parete destra), Ascensione di san Giovanni Evangelista, San Giuseppe e Sant'Ambrogio (parete sinistra), della scuola di Pietro Lorenzetti (1335-1348).
- Cappella alla testa del transetto di sinistra: Madonna della Misericordia di Giovanni di Paolo (1431); al di sotto reliquario e urna del Beato Gioacchino da Siena (1258-1305), dell'Ordine dei Servi di Maria; sulle pareti la Messa del beato Gioacchino Piccolomini di Rutilio Manetti e la Madonna protegge Siena in tempo di peste di Astolfo Petrazzi; quest'ultima opera racchiude la tavola più piccola della Madonna col Bambino di Francesco Vanni.

### Le opere moderne
Nei secoli XIX e XX, in occasione della ristrutturazione, numerosi artisti collaborarono alla ridecorazione delle cappelle, specialmente quelle absidali, quali Alessandro Franchi, Ulisse de Matteis, Giovanni Brunacci, Giuseppe Catani. A titolo di esempio, nella terza cappella di destra del corpo longitudinale è esposta una tela di Alessandro Franchi (1888) raffigurante l'Apparizione della Madonna ai sette santi fondatori dell'Ordine.

### Organo a canne
Nella basilica si trova l'organo a canne Mascioni opus 370, costruito nel 1925. Originariamente a trasmissione pneumatica e collocato sopra un'apposita cantoria in controfacciata, nel 1926 venne spostato nel coro, dietro la pala dell'altare maggiore e nel 2008 è stato restaurato ed ampliato dalla ditta Vegezzi Bossi; in tale occasione, fra le altre cose, è stata cambiata la trasmissione divenendo mista (meccanica per i manuali e il pedale, elettronica per i registri e le combinazioni).

## Galleria d'immagini

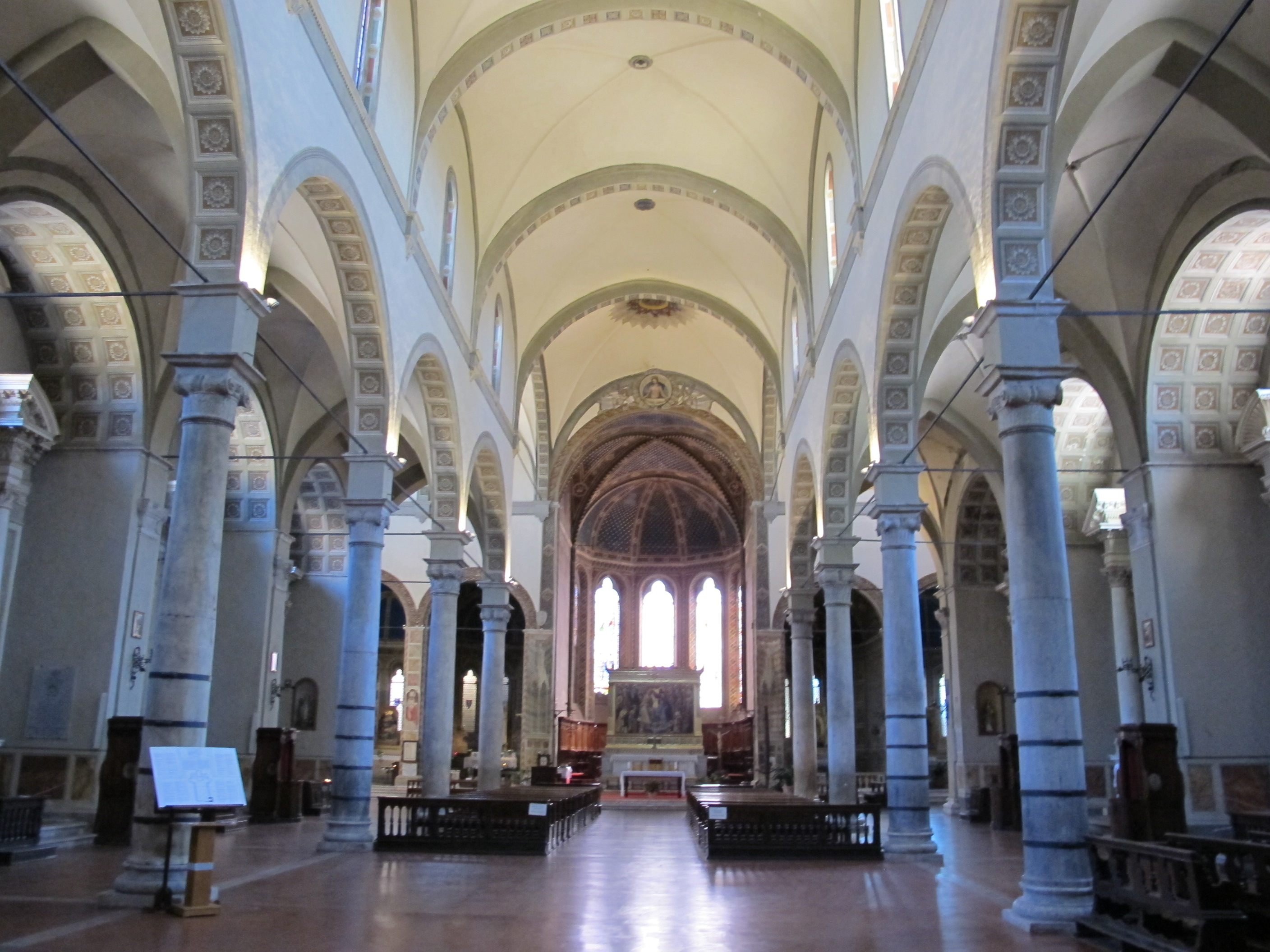
Interno
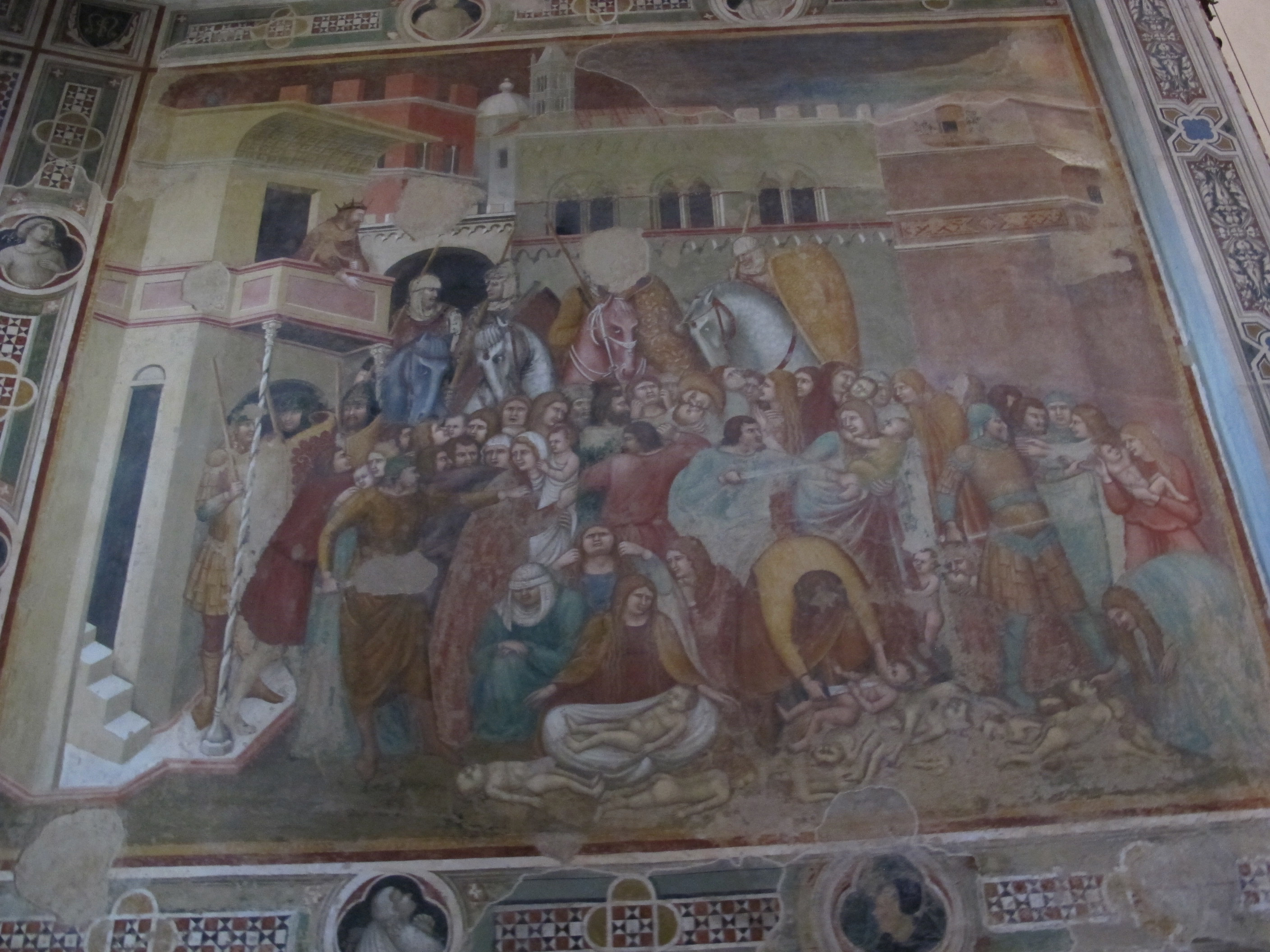
Francesco e Niccolò di Segna, Pietro Lorenzetti, Strage degli Innocenti
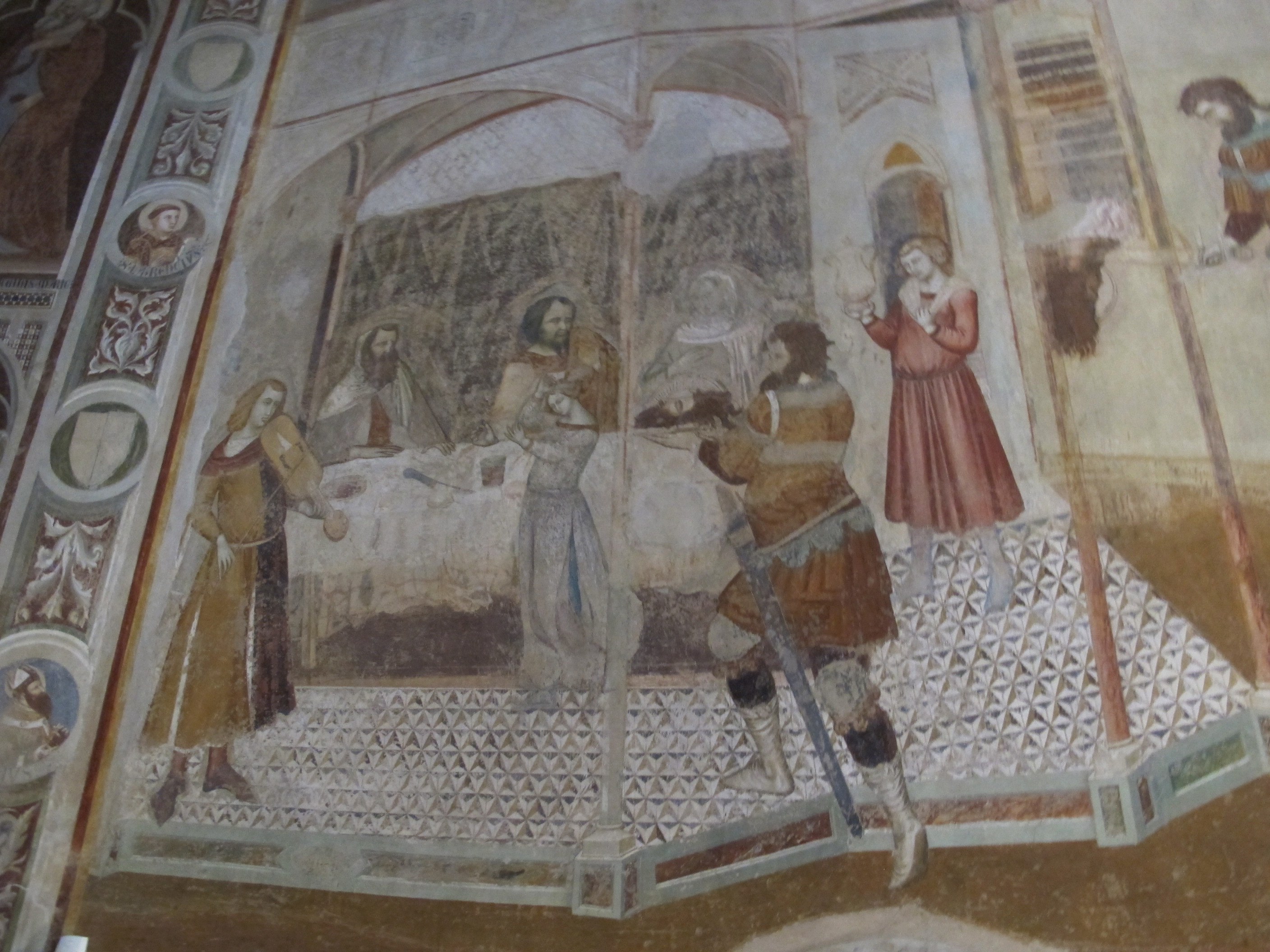
Scuola di Pietro Lorenzetti, Banchetto di Erode
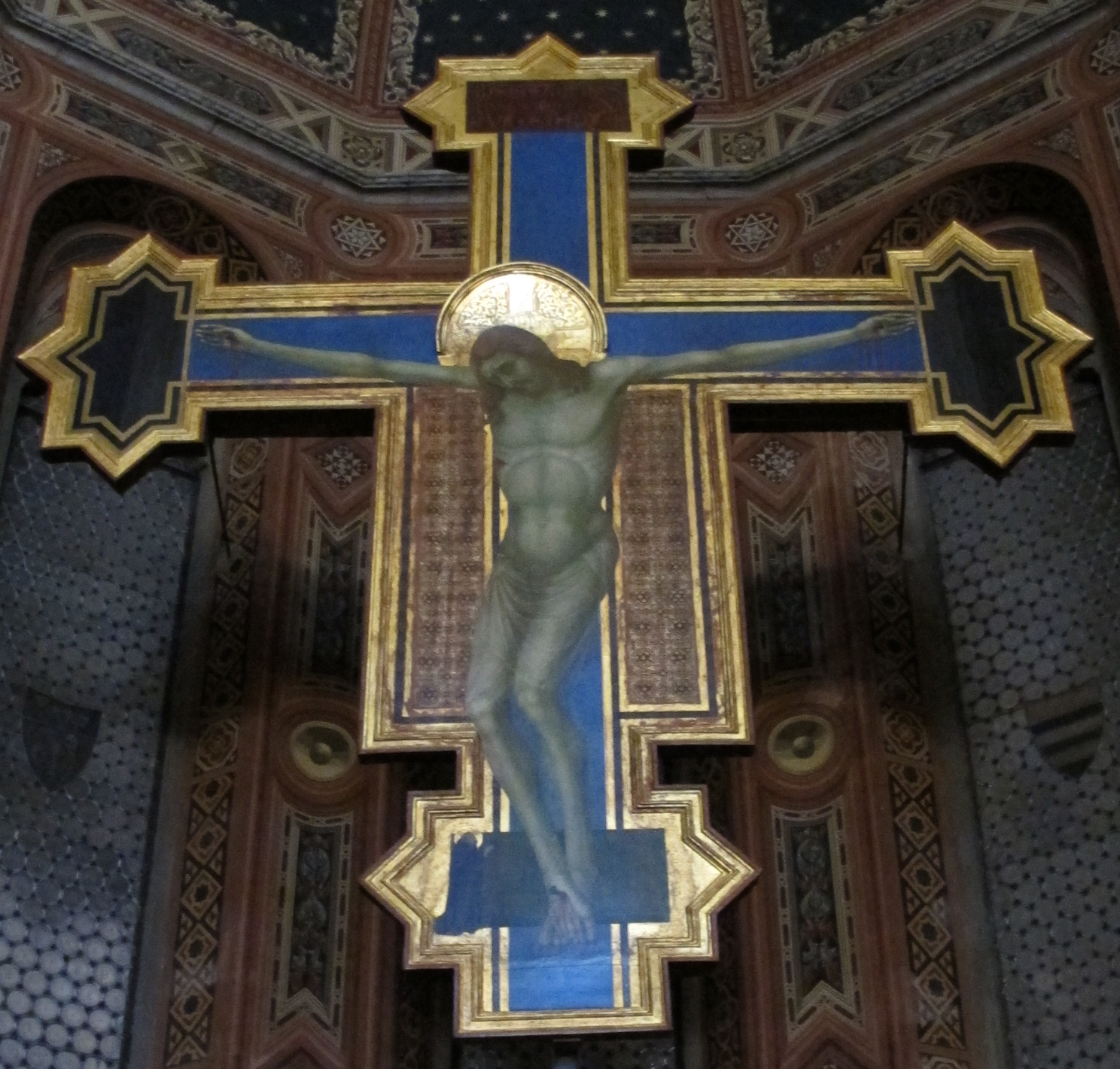
Croce di Ugolino di Nerio o Niccolò di Segna